# Sullivan Peaks
Sullivan Peaks är en bergstopp i Antarktis. Den ligger i Västantarktis. Argentina, Chile och Storbritannien gör anspråk på området. Toppen på Sullivan Peaks är 1 400 meter över havet.
Terrängen runt Sullivan Peaks är kuperad söderut, men norrut är den platt. Trakten är obefolkad. Det finns inga samhällen i närheten.